# Nokia 2.3
诺基亚2.3（Nokia 2.3），是HMD Global在2019年12月所发布的智能手机  